# Crisia bifurcata
Crisia bifurcata är en mossdjursart som beskrevs av Brood 1976. Crisia bifurcata ingår i släktet Crisia och familjen Crisiidae. Inga underarter finns listade i Catalogue of Life.